# Sibirien-Weißzahnspitzmaus
Die Sibirien-Weißzahnspitzmaus (Crocidura sibirica) ist eine Spitzmausart aus der Gattung der Weißzahnspitzmäuse (Crocidura). Sie kommt in Zentral- bis  Nordostasien von Kirgisistan und Kasachstan bis nach Sibirien, Russland und die Mongolei sowie im Nordwesten der Volksrepublik China vor.

## Merkmale
Mit einer Kopf-Rumpf-Länge von etwa 5,8 bis 8,0 Zentimetern bei einem Gewicht von 50 bis 96 Gramm zählt Crocidura sibirica zu den mittelgroßen Spitzmausarten Eurasiens. Der Schwanz erreicht eine Länge von 30 bis 39 Millimetern und ist mit etwa 50 % der Kopf-Rumpf-Länge vergleichsweise kurz. Der Hinterfuß weist eine Länge von 10 bis 13 Millimetern auf. Das Rückenfell ist braungrau und etwas heller als bei vergleichbaren Arten, der Bauch ist weißgrau und scharf vom Rücken getrennt. Der Schwanz ist einfarbig dunkelbraun
| 1 | · | 3 | · | 1 | · | 3 | = 28 |
| 1 | · | 1 | · | 1 | · | 3 | = 28 |

Der Schädel hat eine Gesamtlänge von 18 bis 20 Millimetern. Wie alle Arten der Gattung besitzt die Art im Oberkiefer pro Hälfte einen Schneidezahn (Incisivus) und danach drei einspitzige Zähne, einen Prämolaren und drei Molaren. Im Unterkiefer besitzt sie dagegen einen einzelnen Eckzahn (Caninus) hinter dem Schneidezahn. Insgesamt verfügen die Tiere damit über ein Gebiss aus 28 Zähnen. Die Zahnwurzeln sind wie bei allen Weißzahnspitzmäusen im Gegensatz zu denen der Rotzahnspitzmäuse nicht pigmentiert.

## Verbreitung

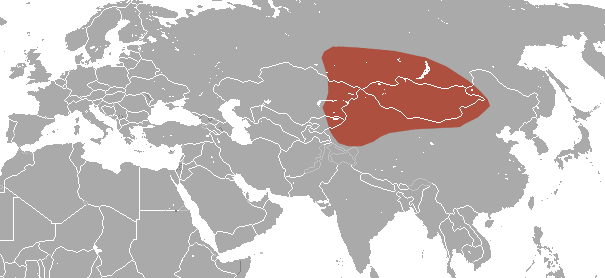
Verbreitungsgebiet (rotbraun) von Crocidura sibirica nach Angaben der IUCN.

Die Sibirien-Weißzahnspitzmaus kommt in Zentral- bis  Nordostasien von Kirgisistan und Kasachstan bis nach Sibirien, Russland und die Mongolei sowie im Nordwesten der Volksrepublik China vor.

## Lebensweise
Crocidura sibirica kommt in zahlreichen Lebensräumen vor, wobei die Habitate von Bergnadelwäldern und Weiden an Flüssen und Strömen mit Auendickichten aus Weiden, Birken und Espen über dichte Taiga bis hin zu sumpfigen Wasserlöchern und Überflutungswiesen reichen. Die Art ist bekannt dafür, verlassene Maulwurfstunnel zu besiedeln. Wie alle Spitzmäuse ernährt sich auch diese Art von wirbellosen Tieren, vor allem von Insekten; Nahrungsanalysen ergaben eine große Menge an Käfern und Heuschrecken. Über die Fortpflanzung ist nur wenig bekannt.

## Systematik
Die Sibirien-Weißzahnspitzmaus wird als eigenständige Art innerhalb der Gattung der Weißzahnspitzmäuse (Crocidura) eingeordnet, die aus etwa 170 Arten besteht. Die wissenschaftliche Erstbeschreibung stammt von Dukelsky aus dem Jahr 1930, der ein Individuum vom Oberlauf des Jenissei in Sibirien, etwa 96 Kilometer südlich der russischen Stadt Minussinsk, beschrieb. Teilweise wurde Crocidura sibirica der Art Crocidura leucodon als Unterart zugeordnet. Wahrscheinlich besteht eine enge Verwandtschaft zu C. suaveolens und C. shantungensis.
Innerhalb der Art wird heute neben der Nominatform Crocidura sibirica sibirica keine weitere Unterart unterschieden.

## Bedrohung und Schutz
Die Sibirien-Weißzahnspitzmaus wird von der International Union for Conservation of Nature and Natural Resources (IUCN) aufgrund des großen Verbreitungsgebietes, der großen Populationen und der nicht vorhandenen Bestandsgefährdung als nicht gefährdet (least concern) eingeordnet. Sie wird regional als Schädling betrachtet und entsprechend bekämpft.

## Belege
1. 1 2 3 4 5 6  Robert S. Hoffmann, Darrin Lunde: Siberian Shrew. In: Andrew T. Smith, Yan Xie: A Guide to the Mammals of China. Princeton University Press, Princeton NJ 2008, ISBN 978-0-691-09984-2, S. 301.
2. 1 2  Crocidura sibirica in der Roten Liste gefährdeter Arten der IUCN 2013.2. Eingestellt von: M. Stubbe, R. Samiya, J. Ariunbold, V. Buuveibaatar, S. Dorjderem, Ts., Monkhzul, M. Otgonbaatar, M. Tsogbadrakh, 2008. Abgerufen am 18. Januar 2014.
3. 1 2 3 4  Crocidura sibirica (Memento vom 3. Februar 2014 im Internet Archive). In: Don E. Wilson, DeeAnn M. Reeder (Hrsg.): Mammal Species of the World. A taxonomic and geographic Reference. 2 Bände. 3. Auflage. Johns Hopkins University Press, Baltimore MD 2005, ISBN 0-8018-8221-4.